# Warrensburg (Nowy Jork)
Warrensburg – miasto w Stanach Zjednoczonych, w stanie Nowy Jork, w hrabstwie Warren.